# Bajofondo Tango Club (album)
Pour le groupe, voir Bajofondo.
Albums de Bajofondo Tango Club
Supervielle
(2005)
Bajofondo Tango Club est un album de musique électronique homonyme du groupe Bajofondo Tango Club, sorti en 2002 pour Vibra Records et en 2004 pour Universal Records. C'est un mélange de house, tango argentin, trip-hop, drum and bass et chill-out.

## Analyse
Il est composé de morceaux de tango de Roberto Goyeneche et Susana Rinaldi mixés avec des voix modernes telles que Cristobal Repetto et Adriana Varela. De même pour les instruments, on y retrouve un mélange d'instruments traditionnels bandonéon, violon et de rythmes électroniques et house.
Cet album éponyme de Bajofondo Tango Club a gagné un Latin Grammy Award du meilleur album pop instrumental en 2003, bien que l'album ne soit pas uniquement instrumental.

## Titres
1. "Montserrat" – 5:10
2. "En Mí/Soledad" – 4:07
3. "Los Tangueros" - 5:12
4. "Mi Corazón" – 4:24
5. "Maroma" – 4:44
6. "Perfume" (feat. Adriana Varela) – 5:26
7. "Vacío" – 2:48
8. "Esperándote" – 4:13
9. "Naranjo en Flor" (feat. Verónica Loza) – 4:38
10. "Bruma" – 6:13
11. "Exodo II" – 5:15
12. "Duro y Parejo" - 5:26
13. "Forma" - 3:54
14. "El Sonido de la Milonga" - 5:33
15. "Av. De Mayo" - 5:42
16. "Ese Cielo Azul" (Bonus Track) - 6:05